# Południowe Liang
Południowe Liang (397–414) – jedno z licznych, krótkotrwałych państw w północnych Chinach, powstałych w okresie podziału po upadku dynastii Han i po nieudanej unifikacji kraju przez Dynastię Jin, w tak zwanym okresie Szesnastu Królestw.
Południowe Liang zostało założone w południowej części Gansu przez odłam turkijskiego ludu Xianbei. Zachodni odłam Xianbei, Tuoba Xianbei, dominował w III w. tereny wokół północnego łuku Huanghe; jeden z ich wodzów przeniósł się ze swymi podwładnymi dalej na zachód, na pogranicze Gansu i Qinghai. Tam z końcem IV wieku założył Południowe Liang; jego wodzowie byli znani jako Tufa (禿髮) Xianbei.
Państwo to miało charakter pół-chiński a pół-nomadyczny, podobnie jak inne państwa Liang w tym okresie i na tych terenach (które dzieliły nazwę, ale były rządzone przez różne grupy etniczne). Ustanowiło administrację i rytuał dynastyczny w chińskim stylu, a nawet ustanowiło szkołę konfucjańską dla dzieci rządzącej elity. Nie mniej pojawiały się w nim głosy nawołujące do ściślejszego rozgraniczania rządzonych Chińczyków, którzy mieli mieszkać w miastach i uprawiać ziemię, a rządzącą elitą Xianbei, która winna pielęgnować etos wojowników i być gotowa do karania wypowiadających posłuszeństwo.